# Global Star Software

vecchio logo societario

Global Star Software è un'azienda statunitense produttrice di videogiochi sussidiaria della Take Two Interactive. Global Star è orientata sulla produzione di videogiochi per famiglie e titoli economici per computer e console.

## Storia
Il 10 settembre 2007, Take-Two Interactive ha annunciato di aver stretto una partnership con Nickelodeon per la pubblicazione di giochi basati sulle loro licenze. Oltre a questo annuncio, Take-Two Interactive ha introdotto una terza etichetta 2K, 2K Play, per concentrarsi sui giochi casual. Attraverso questa apertura, 2K ha assorbito tutte le risorse dell'editore Global Star Software di Take-Two Interactive, incluso il gioco Carnival Games, lo studio Cat Daddy Games e i giochi basati su Deal or No Deal.

## Videogiochi sviluppati
- Army Men: Major Malfunction
- Army Men: Sarge's War
- Carve
- Charlie and the Chocolate Factory
- Classified: The Sentinel Crisis 2005
- Codename: Kids Next Door - Operation: V.I.D.E.O.G.A.M.E.
- Conflict: Desert Storm
- Conflict: Desert Storm II
- Conflict: Vietnam
- Corvette
- Deal or No Deal
- Dora The Explorer - Barnyard Buddies
- Dora The Explorer - Super Spies
- Dora The Explorer: Journey To The Purple Planet
- Dora The Explorer: Super Star Adventures
- Family Feud
- Ford Racing 2
- Ford vs. Chevy 2005
- Global Star Sudoku Fever
- Hidden & Dangerous 2: Sabre Squadron
- Hidden & Dangerous Deluxe
- Hummer: Badlands
- Jetfighter 2015
- John Deere American Farmer
- Kids Next Door: Operation S.O.D.A.
- Kohan II: Kings of War
- Mall Tycoon 3
- Omar Sharif Bridge II
- Outlaw Golf 2004
- Outlaw Golf 2
- Outlaw Tennis
- Robotech: Invasion 2004
- Scaler 2004
- Serious Sam: Next Encounter
- SPLAT Magazine Renegade Paintball
- Spy Vs Spy 2005
- UFC: Sudden Impact